# Greg Moro
Greg Moro (* 1. října 1995, Edmonton, Alberta,) je kanadský hokejový obránce hrající za tým Black Wings Linz v rakouské ICE Hockey League.

## Statistiky

### Klubové statistiky
| Sezóna       | Klub                  | Soutěž       |     | Základní část | Základní část | Základní část | Základní část | Základní část |   | Play off | Play off | Play off | Play off | Play off |
| Sezóna       | Klub                  | Soutěž       | Z   | G             | A             | B             | TM            | Z             | G | A        | B        | TM       |          |          |
| 2016/17      | Clarkson University   | NCAA         | 38  | 2             | 8             | 10            | 40            | —             | — | —        | —        | —        |          |          |
| 2017/18      | Clarkson University   | NCAA         | 38  | 0             | 8             | 8             | 36            | —             | — | —        | —        | —        |          |          |
| 2018/19      | Clarkson University   | NCAA         | 39  | 5             | 15            | 20            | 28            | —             | — | —        | —        | —        |          |          |
| 2019/20      | Clarkson University   | NCAA         | 32  | 1             | 6             | 7             | 20            | —             | — | —        | —        | —        |          |          |
| 2020/21      | Stockton Heat         | AHL          | 6   | 1             | 1             | 2             | 0             | —             | — | —        | —        | —        |          |          |
| 2020/21      | Kansas City Mavericks | ECHL         | 17  | 2             | 6             | 8             | 14            | —             | — | —        | —        | —        |          |          |
| 2021/22      | Stockton Heat         | AHL          | 13  | 1             | 6             | 7             | 10            | 3             | 0 | 0        | 0        | 0        |          |          |
| 2021/22      | Kansas City Mavericks | ECHL         | 27  | 4             | 3             | 7             | 10            | —             | — | —        | —        | —        |          |          |
| 2022/23      | SaiPa                 | Liiga        | 29  | 2             | 5             | 7             | 28            | —             | — | —        | —        | —        |          |          |
| 2022/23      | Ilves                 | Liiga        | 10  | 0             | 1             | 1             | 8             | 3             | 0 | 0        | 0        | 0        |          |          |
| 2023/24      | SaiPa                 | Liiga        | 39  | 1             | 4             | 5             | 28            | —             | — | —        | —        | —        |          |          |
| 2023/24      | HC Kometa Brno        | ČHL          | 13  | 0             | 1             | 1             | 10            | 6             | 1 | 0        | 1        | 0        |          |          |
| NCAA celkově | NCAA celkově          | NCAA celkově | 147 | 8             | 37            | 45            | 124           | —             | — | —        | —        | —        |          |          |